# Bracon Ash
Bracon Ash is een civil parish in het bestuurlijke gebied South Norfolk, in het Engelse graafschap Norfolk met 460 inwoners.